# Relations entre la Lituanie et la Pologne
Les relations entre la Lituanie et la Pologne datent du XIIIe siècle, après que le grand-duché de Lituanie sous Mindaugas ait acquis certains territoires de la Rus' et ait ainsi établi une frontière avec le royaume de Pologne. Les relations entre les deux pays se sont ultérieurement renforcées, conduisant finalement à une union personnelle entre les deux États. Du milieu du XVIe siècle à la fin du XVIIIe siècle, les anciens États de Pologne et de Lituanie ont fusionné pour former la république des Deux Nations, dissoute à la suite de leur séparation par l'Autriche, la Prusse et la Russie.
Après la Première Guerre mondiale, quand les deux pays ont retrouvé leur indépendance, leurs relations ont souvent empiré en raison de la hausse des sentiments nationalistes. Les revendications concurrentes de la région de Vilnius ont conduit à des conflits armés et la détérioration des relations pendant l'entre-deux-guerres. Bien que les deux pays aient vu leurs territoires occupés par l'Union soviétique ou l'Allemagne nazie pendant la Seconde Guerre mondiale (voir Lituanie occupée et Pologne occupée), leurs relations sont restées hostiles.
Après la Seconde Guerre mondiale, la Pologne et la Lituanie se sont retrouvées dans le bloc de l'Est. La Pologne était devenue une démocratie populaire et la Lituanie, une république socialiste soviétique. Après la chute des régimes communistes au début des années 1990, les relations diplomatiques entre les deux pays ont été rétablies.
Les deux pays sont membres de l'OTAN et de l'Union européenne.

## Sort de la minorité polonaise en Lituanie
La question de la minorité polonaise, qui est la principale minorité ethnique de Lituanie (6,7 % de la population), représente un point de tension important entre Vilnius et Varsovie.
La Pologne accuse les autorités lituaniennes de discrimination envers les Polonais de Lituanie.
En cause, la nouvelle législation lituanienne relative à l'éducation, adoptée en 2011, qui impose désormais aux écoles
des minorités du pays (notamment celles de la minorité polonaise) une augmentation des heures d'enseignement en lituanien et l'usage exclusif de cette langue pour les cours d'histoire et de géographie,,
.
En outre, les autorités lituaniennes tarderaient à mettre en place l'affichage public bilingue lituanien-polonais dans les régions où la minorité polonaise représente plus de 20 % de la population, comme cela est pourtant prévu par la convention-cadre pour la protection des minorités nationales.